# Karczma na bagnach
Karczma na bagnach – polski telewizyjny film kostiumowy wyprodukowany w 1982 roku. Adaptacja opowiadania Karczma nad Bzurą Jerzego Gierałtowskiego.

## Treść
Rok 1770. Powracający z wojny na kresach, porucznik Jerzy Stefan Gierałtowski jedzie wraz z garstką towarzyszy do Łęczycy. Po drodze dołącza do nich zakonnik Jacek Obuchowski. Gdy zapada zmierzch, wszyscy zatrzymują się w karczmie położonej w odludnej okolicy. Nocą, pod wpływem wypitej gorzałki przed oczyma porucznika przewijają się przerażające majaki, w których dominuje tematyka patriotyczno-refleksyjna.

## Obsada
- Eugeniusz Kujawski (porucznik Jerzy Stefan Gierałtowski),
- Tadeusz Madeja (brat Jacek Obuchowski herbu Ostoja),
- Adam Baumann (Dytko Smoleński),
- Jerzy Korcz (Boruta Łęczycki),
- Jerzy Król (Smętek),
- Marek Nowakowski (Jeremiasz Korczyński "Jaremka", żołnierz Gierałtowskiego),
- Jacek Wojciechowski (Krzysztof, syn Gierałtowskiego),
- Andrzej Śleziak (Żyd, właściciel karczmy),
- Ryszard Zaorski (głodujący chłop, któremu pomógł Gierałtowski),
- Ewa Biała (w napisach imię: Iwona)